# Prix Pulitzer du roman
Le prix Pulitzer du roman était un prix remis entre 1918 et 1947. En 1948, il fut remplacé par le prix Pulitzer de la fiction. Le programme a été inauguré en 1917 avec sept prix, dont quatre ont été décernés cette année-là (aucun prix de roman n’a été décerné en 1917, le premier ayant été décerné en 1918).

## Palmarès
- 1918 : His Family d'Ernest Poole
- 1919 : La Splendeur des Amberson (The Magnificent Ambersons) de Booth Tarkington
- 1920 : Non attribué
- 1921 : Le Temps de l'innocence (The Age of Innocence) d'Edith Wharton
- 1922 : Alice Adams de Booth Tarkington
- 1923 : L'un des nôtres (One of Ours) de Willa Cather
- 1924 : The Able McLaughlins de Margaret Wilson
- 1925 : Grand comm'ça (So Big) d'Edna Ferber
- 1926 : Arrowsmith de Sinclair Lewis (qui déclina le prix)
- 1927 : Précoce Automne (Early Autumn) de Louis Bromfield
- 1928 : Le Pont du roi Saint-Louis (The Bridge of San Luis Rey) de Thornton Wilder
- 1929 : Scarlet Sister Mary de Julia Peterkin
- 1930 : Laughing Boy (en) d'Oliver La Farge
- 1931 : Years of Grace de Margaret Ayer Barnes
- 1932 : La Terre chinoise (The Good Earth) de Pearl S. Buck
- 1933 : The Store de T. S. Stribling
- 1934 : Les Saisons et les Jours (Lamb in His Bosom) de Caroline Miller
- 1935 : Now in November de Josephine Winslow Johnson
- 1936 : Honey in the Horn de Harold L. Davis
- 1937 : Autant en emporte le vent (Gone with the Wind) de Margaret Mitchell
- 1938 : Feu George Apley (The Late George Apley) de John Phillips Marquand
- 1939 : Jody et le faon (The Yearling) de Marjorie Kinnan Rawlings
- 1940 : Les Raisins de la colère (The Grapes of Wrath) de John Steinbeck
- 1941 : Non attribué [2]
- 1942 : L'amour n'est pas en jeu (In This Our Life) de Ellen Glasgow
- 1943 : Les Griffes du Dragon (Dragon's Teeth) de Upton Sinclair
- 1944 : Journey in the Dark de Martin Flavin
- 1945 : Une cloche pour Adano (A Bell for Adano) de John Hersey
- 1946 : Non attribué
- 1947 : Les Fous du roi (All the King's Men) de Robert Penn Warren